# Apple Pay
O Apple Pay é um sistema de pagamento por aproximação e carteira digital desenvolvido pela Apple Inc. que possibilita aos usuários realizarem pagamentos usando dispositivos da Apple. Seu lançamento oficial nos Estados Unidos aconteceu no dia 20 de outubro de 2014. No Brasil, seu lançamento foi em 04 de abril de 2018 e  em Portugal foi a 26 de junho de 2019. O pagamento com cartão de crédito e débito em lojas físicas, virtuais e em aplicativos está disponível em todos os modelos de iPhone a partir do iPhone 6 e na linha de relógios inteligentes Apple Watch. No iPad e Macbook está disponível somente em pagamentos online.

## Serviço
A ideia do Apple Pay é que você substitua sua carteira ou cartão de crédito físico por compras sem fio (via NFC), usando a internet do aparelho e autenticando a transação a partir do sensor biométrico da empresa, o Touch ID. O sistema funciona em integração com o aplicativo Wallet (Aplicativo de armazenamento de cartões de embarque, tíquetes e cupons, lançado com o iOS 7). Agora, ele suporta também cartões de crédito e débito. Para realizar o cadastro dos cartões, é necessário usar a câmera traseira do iPhone para capturar a frente do cartão ou adicionar informações como seu nome e o número do documento manualmente. Os estabelecimentos credenciados possuem uma máquina que funciona como um leitor do seu smartphone, que ao aproximar o aparelho de um terminal, a antena receptora NFC irá fazer todo o trabalho. O seu dedo precisa estar posicionado no botão "Home", que possui o sensor biométrico para identificação. Uma pequena vibração no aparelho indica que a transação foi aprovada. Para transações online, como em apps, um simples toque e o dedo posicionado no Touch ID confirmam a compra.

## Segurança
Os códigos associados aos cartões ficam armazenados de forma criptografada em um chip separado chamado de Secure Element. Os números dos cartões e suas respectivas senhas não ficam no aparelho ou nos servidores da empresa, pois os códigos dos cartões são validados junto às instituições financeiras. Ao invés de usar o código de segurança do verso do cartão, o Apple Pay gera, também a partir do Secure Element, uma sequência dinâmica exclusiva para cada transação. Em caso de perda ou roubo do iPhone, a pessoa poderá anular transações indevidas pelo "Buscar meu iPhone" (disponível no site do iCloud) sem ter que cancelar o cartão.

## Disponibilidade

### Instituições financeiras no Brasil
- Banco Itaú (desde 4 de abril de 2018)
- Banco do Brasil (desde 14 de agosto de 2018)
- Bradesco (desde 14 de agosto de 2018)
- Porto Seguro Cartões (desde 05 de novembro de 2019)
- Banco Next (deste 04 de agosto de 2020)
- BTG Pactual (desde 19 de janeiro de 2021)
- Banco Inter (desde 02 de março de 2021)
- XP Investimentos (desde 10 de março de 2021)
- NuBank (desde 31 de agosto de 2021)
- Banco Nomad
- Banco Digio (desde 08 de setembro de 2021)
- Banco Original (desde 24 de setembro de 2021)
- Wise (desde 08 de dezembro de 2021)
- Unicred (desde 19 de janeiro de 2022)
- Sicredi Woop (desde 20 de janeiro de 2022)
- Sodexo (desde 15 de fevereiro de 2022)
- RappiBank (desde 20 de abril de 2022)
- Sicredi (desde 17 de setembro de 2022)
- Banco de Brasília (desde 05 de outubro de 2022)
- Rico (desde 26 de outubro de 2022)
- Banco Santander (desde 05 de novembro de  2022)
- InfinitePay/Cloudwalk (desde 10 de novembro de 2022)
- C6 Bank (desde 14 de novembro de 2022)
- Crypto.com (desde 07 de março de 2023)
- PicPay (desde 28 de setembro de 2023)

### Instituições financeiras em Portugal
- N26 (desde 26 de junho de 2019)[7]
- Monese (desde 26 de junho de 2019)[7]
- Revolut (desde 26 de junho de 2019)[7]
- Crédito Agrícola (desde 16 de julho de 2019)[8]
- Millennium BCP (desde 2 de junho de 2020)[9]
- ActivoBank (desde 2 de junho de 2020)[9]
- Banco Santander Portugal (desde 4 de agosto de 2020)[10]
- Banco Português de Investimento (desde 25 de fevereiro de 2022)[11]

### Países disponíveis

Disponibilidade global do Apple Pay
Azul escuro: Disponível
Cinzento: Suspenso

| Data                    | País                                        |
| ----------------------- | ------------------------------------------- |
| 20 de outubro de 2014   | Estados Unidos                              |
| 14 de julho de 2015     | Reino Unido                                 |
| 17 de novembro de 2015  | Canadá                                      |
| 19 de novembro de 2015  | Austrália                                   |
| 18 de fevereiro de 2016 | China                                       |
| 19 de abril de 2016     | Singapura                                   |
| 7 de julho de 2016      | Suíça                                       |
| 19 de julho de 2016     | França                                      |
| 20 de julho de 2016     | Hong Kong                                   |
| 4 de outubro de 2016    | Rússia (suspenso desde 25 de março de 2022) |
| 13 de outubro de 2016   | Nova Zelândia                               |
| 25 de outubro de 2016   | Japão                                       |
| 1 de dezembro de 2016   | Espanha                                     |
| 7 de março de 2017      | Irlanda                                     |
| 7 de março de 2017      | Guernsey                                    |
| 7 de março de 2017      | Ilha de Man                                 |
| 7 de março de 2017      | Jersey                                      |
| 29 de março de 2017     | Taiwan                                      |
| 17 de maio de 2017      | Itália                                      |
| 17 de maio de 2017      | San Marino                                  |
| 17 de maio de 2017      | Vaticano                                    |
| 24 de outubro de 2017   | Suécia                                      |
| 24 de outubro de 2017   | Dinamarca                                   |
| 24 de outubro de 2017   | Finlândia                                   |
| 24 de outubro de 2017   | Emirados Árabes Unidos                      |
| 4 de abril de 2018      | Brasil                                      |
| 17 de maio de 2018      | Ucrânia                                     |
| 19 de junho de 2018     | Polónia                                     |
| 20 de junho de 2018     | Noruega                                     |
| 28 de novembro de 2018  | Cazaquistão                                 |
| 28 de novembro de 2018  | Bélgica                                     |
| 11 de dezembro de 2018  | Alemanha                                    |
| 19 de fevereiro de 2019 | Arábia Saudita                              |
| 19 de fevereiro de 2019 | Chéquia                                     |
| 24 de abril de 2019     | Áustria                                     |
| 8 de maio de 2019       | Islândia                                    |
| 21 de maio de 2019      | Hungria                                     |
| 21 de maio de 2019      | Luxemburgo                                  |
| 11 de junho de 2019     | Países Baixos                               |
| 26 de junho de 2019     | Bulgária                                    |
| 26 de junho de 2019     | Croácia                                     |
| 26 de junho de 2019     | Chipre                                      |
| 26 de junho de 2019     | Estónia                                     |
| 26 de junho de 2019     | Grécia                                      |
| 26 de junho de 2019     | Letónia                                     |
| 26 de junho de 2019     | Liechtenstein                               |
| 26 de junho de 2019     | Lituânia                                    |
| 26 de junho de 2019     | Malta                                       |
| 26 de junho de 2019     | Portugal                                    |
| 26 de junho de 2019     | Roménia                                     |
| 26 de junho de 2019     | Eslováquia                                  |
| 26 de junho de 2019     | Eslovénia                                   |
| 2 de julho de 2019      | Ilhas Faroe                                 |
| 6 de agosto de 2019     | Macau                                       |
| 3 de setembro de 2019   | Geórgia                                     |
| 19 de novembro de 2019  | Bielorrússia                                |
| 28 de janeiro de 2020   | Montenegro                                  |
| 30 de junho de 2020     | Sérvia                                      |
| 23 de fevereiro de 2021 | México                                      |
| 30 de março de 2021     | África do Sul                               |
| 5 de maio de 2021       | Israel                                      |
| 17 de agosto de 2021    | Catar                                       |
| 5 de outubro de 2021    | Bahrein                                     |
| 5 de outubro de 2021    | Palestina                                   |
| 2 de novembro de 2021   | Azerbaijão                                  |
| 2 de novembro de 2021   | Colômbia                                    |
| 2 de novembro de 2021   | Costa Rica                                  |
| 18 de janeiro de 2022   | Arménia                                     |
| 15 de março de 2022     | Argentina                                   |
| 15 de março de 2022     | Peru                                        |
| 5 de abril de 2022      | Moldávia                                    |
| 02 de maio de 2023      | Guatemala                                   |
| 02 de maio de 2023      | El Salvador                                 |
| 02 de maio de 2023      | Honduras                                    |
| 02 de maio de 2023      | Panamá                                      |
| 07 de agosto de 2023    | Vietname                                    |
| 08 de agosto de 2023    | Chile                                       |
| TBD                     | Egito                                       |
| TBD                     | Malásia                                     |